# Cetiosauriscus stewarti
Il cetiosaurisco (Cetiosauriscus stewarti) è un dinosauro erbivoro vissuto alla fine del Giurassico medio in Inghilterra.

## Un sauropode di incerta collocazione
Noto per la parte posteriore di uno scheletro, questo animale è chiaramente un rappresentante dei sauropodi, i grandi dinosauri erbivori dotati di collo e coda insolitamente lunghi. Descritto per la prima volta da Huene nel 1927, il cetiosaurisco è stato variamente accostato al più famoso Cetiosaurus (donde il nome) e ai diplodocidi. In effetti, sono molti ancora gli scienziati che lo avvicinano a questa famiglia di sauropodi, principalmente per la presenza di alcune ossa caratteristiche al di sotto della coda, denominate chevron. Alcuni, però, mettono in dubbio questa classificazione e lo ritengono una forma primitiva, a causa di altre caratteristiche presenti nelle vertebre e negli arti. Il cetiosaurisco, comunque, era sicuramente un grande erbivoro quadrupede dalle forme pesanti, con un collo molto lungo e una coda ancor più lunga, dai possenti arti colonnari a dal corpo voluminoso. La lunghezza dell'intero animale doveva aggirarsi intorno ai quindici metri.